# Simboli di rischio chimico
I simboli di rischio chimico (o pittogrammi di pericolo),  sono simboli che vengono stampati sulle etichette dei prodotti chimici e che servono a informare immediatamente riguardo ai tipi di pericoli connessi all'uso, alla manipolazione, al trasporto e alla conservazione degli stessi. L'uso dei simboli di rischio è spesso regolato da leggi e/o da direttive di organizzazioni di standardizzazione. 

## Funzione
Il loro scopo è segnalare eventuali pericoli derivanti da esposizione un composto chimico (sia un prodotto , sostanza o miscela); tali figure indicano il tipo di pericolo e le precauzioni necessarie da osservare, per evitare rischi. Esistono diversi standard in merito spesso normati in vari Stati del mondo; tali simboli, pur conservando lo stesso significato, possono presentare colori, sfondi, bordi diversi, disegni e anche informazioni supplementari sul tipo di pericolo.

## Nel mondo

### Unione europea

Esempio di cartello europeo per il trasporto di sostanze pericolose: facilmente infiammabile (33) - benzina (1203)

- Nell'Unione europea i simboli di rischio chimico sono stati codificati dall'Ufficio europeo delle sostanze chimiche ,
- mentre lo standard dei cartelli per il trasporto di sostanze chimiche è regolato dall'Accordo europeo relativo al trasporto internazionale su strada delle merci pericolose  (ADR)

I veicoli che trasportano sostanze chimiche pericolose devono applicare, sul retro e anteriormente , un pannello arancione a lettere nere; il numero inferiore identifica la sostanza trasportata, mentre il numero superiore indica i pericoli da essa derivanti.
L'Allegato II della direttiva 67/548/CEE definiva i simboli da applicare sui contenitori di sostanze chimiche dalle quali possono derivare dei pericoli.
I simboli erano di colore nero in un quadrato arancione incorniciato di nero. Le dimensioni minime di questo quadrato sono di 10 cm × 10 cm, oppure almeno il 10% della superficie totale dell'etichetta.
Questa direttiva è stata sostituita dal Regolamento (CE) n. 1272/2008, che introduce nuovi criteri di classificazione dei rischi e nuovi pittogrammi di pericolo, inseriti in una cornice romboidale rossa. Le prescrizioni relative alla classificazione e all'etichettatura previste dal Regolamento 1272/2008 sono obbligatorie per le sostanze dal 1º dicembre 2010 mentre per le miscele sono obbligatorie dal 1º giugno 2015. Per le miscele, su base volontaria, è possibile applicare le prescrizioni del Regolamento 1272/2008 già dal 2010, classificando ed etichettando secondo i nuovi criteri.
| Vecchi pittogrammi di pericolo e denominazione (direttiva 67/548/CEE) | Nuovi pittogrammi di pericolo e denominazione (regolamento CE 1272/2008) | Cosa indica | Significato (definizione e precauzioni) | Esempi |
| --------------------------------------------------------------------- | ------------------------------------------------------------------------ | --- | --- | --- |
| E ESPLOSIVO                                                           | GHS01                                                                    | Esplosivo instabile Esplosivo; pericolo di esplosione di massa Esplosivo: grave pericolo di protezione; Esplosivo; pericolo di incendio, di spostamento d'aria o di proiezione. Pericolo di esplosione di massa in caso d'incendio. | Sostanze o preparazioni che anche in assenza di ossigeno atmosferico possono creare una reazione esotermica deflagrando o esplodendo rapidamente. PRECAUZIONI: evitare urti, scintille, calore e attriti. Possono essere utilizzati solo da personale esperto. | - Nitroglicerina - Tricloruro di azoto - Perossido di benzoile - Fuochi d'artificio - Petardi - Dinamite - Tritolo - Polvere da sparo - Nitrocellulosa                                |
| F INFIAMMABILE F+ ALTAMENTE INFIAMMABILE                              | GHS02                                                                    | Gas altamente infiammabile Gas infiammabile | Gas con basso grado di infiammabilità. PRECAUZIONI: evitare ogni fonte di accensione o di calore. | - Benzene - Etanolo - Acetone - Metano |
| F INFIAMMABILE F+ ALTAMENTE INFIAMMABILE                              | GHS02                                                                    | Aerosol altamente infiammabile Aerosol infiammabile Liquido e vapori facilmente infiammabili Liquido e vapori infiammabili Solido infiammabile | Sostanze o preparati con un basso punto di infiammabilità o sostanze che possono infiammarsi a contatto con l'aria. PRECAUZIONI: evitare fonti di accensione o di calore ed evitare il contatto co l'aria (se indicato sul contenitore).                       | - Idrogeno - Acetilene - Etere etilico - Alcol Etilico |
| O COMBURENTE                                                          | GHS03                                                                    | Può provocare o aggravare un incendio; comburente. Può provocare un incendio o un'esplosione; molto comburente | Sostanze che a contatto con materiali infiammabili creano una reazione esotermica con elevato rischio d'incendio o di esplosione. PRECAUZIONI: evitare il contatto con fonti di accensione e con sostanze infiammabili.                                        | - Ossigeno - Nitrati - Perossido di idrogeno (acqua ossigenata) - Clorati e perclorati - Cloro - Fluoro - Bicromati                                                                   |
|                                                                       | GHS04                                                                    | Contiene gas sotto pressione; può esplodere se riscaldato. Contiene gas refrigerato; può provocare ustioni o lesioni criogeniche. | Gas compressi o refrigerati non infiammabili che possono esplodere o causare ustioni criogeniche. PRECAUZIONI: non riscaldare i contenitori ed evitare il contatto con la pelle (gas refrigerati).                                                             | - Ossigeno - Acetilene |
| C CORROSIVO                                                           | GHS05                                                                    | Può essere corrosivo per i metalli. Provoca gravi ustioni cutanee e gravi lesioni oculari. Provoca gravi lesioni oculari. | Sostanze o preparati che possono causare ustioni cutanee, gravi lesioni agli occhi e possono corrodere i metalli. PRECAUZIONI: utilizzare protezioni per la pelle e per gli occhi per evitare gravi lesioni alla cute o agli occhi.                            | - Acido solforico - Idrossido di sodio - Decalcificanti - Disgorganti per tubature |
| T TOSSICO T+ ALTAMENTE TOSSICO                                        | GHS06 GHS08                                                              | Letale se inalato. Letale se ingerito. Letale se a contatto con la pelle. Tossico se ingerito. Tossico se inalato. Tossico a contatto con la pelle. | Sostanze o preparati che possono causare, in piccole quantità, la morte o gravi danni alla salute. PRECAUZIONI: evitare ogni contatto con la sostanza utilizzando le necessarie precauzioni.                                                                   | - Metanolo - Nicotina |
| T TOSSICO T+ ALTAMENTE TOSSICO                                        | GHS06 GHS08                                                              | Può essere letale in caso di ingestione e di penetrazione nelle vie respiratorie Provoca danni agli organi Può provocare danni agli organi Provoca danni agli organi in caso di esposizione prolungata o ripetuta Può provocare danni agli organi in caso di esposizione prolungata o ripetuta Può / sospettato di nuocere alla fertilità Può / sospettato di nuocere al feto Può provocare sintomi allergici o asmatici o difficoltà respiratorie se inalato Può / sospettato di provocare il cancro Può / sospettato di provocare alterazioni genetiche | Sostanze o preparati che possono causare danni agli organi, alle funzioni riproduttive, al feto e che possono causare il cancro o mutazioni genetiche. PRECAUZIONI: evitare ogni contatto prolungato con la sostanza e utilizzando le necessarie precauzioni.  | - Cianuro - Eroina - Bianchetto |
| Xi IRRITANTE Xn NOCIVO                                                | GHS07                                                                    | Provoca irritazione cutanea Provoca grave irritazione oculare Può irritare le vie respiratorie Può provocare una reazione allergica cutanea | Sostanze o preparati che possono irritare o causare lesioni reversibili alla pelle, agli occhi e alla faringe/laringe. PRECAUZIONI: evitare il contatto con le parti citate sopra.                                                                             | - Cloruro di calcio - Carbonato di sodio |
| Xi IRRITANTE Xn NOCIVO                                                | GHS07                                                                    | Nocivo se inalato Nocivo se ingerito Nocivo a contatto con la pelle Può provocare sonnolenza o vertigini | Sostanze o preparati che possono causare, in piccole dosi, danni alla salute, raramente mortali. PRECAUZIONI: evitare ogni contatto con la sostanza utilizzando le necessarie precauzioni.                                                                     | - Laudano - Diclorometano - Cisteina |
| N PERICOLOSO PER L'AMBIENTE                                           | GHS09                                                                    | Altamente tossico per gli organismi acquatici Molto tossico per gli organismi acquatici con effetti di lunga durata Tossico per gli organismi acquatici con effetti di lunga durata | Sostanze o preparati che possono causare danni a lungo termine per gli organismi acquatici. PRECAUZIONI: non disperdere il prodotto negli scarichi e non superare le dosi indicate.                                                                            | - Ipoclorito di sodio - Fosforo - Cianuro di potassio - Nicotina - Benzina - Gasolio - Petrolio - Solfato rameico - Cromati - Bicromati - Composti del mercurio - Composti del piombo |

### Stati Uniti

Esempio di simbolo NFPA 704

Negli Stati Uniti d'America la normativa è stabilita dalla National Fire Protection Association (NFPA), con lo standard NFPA 704. Questo standard usa un quadrato ruotato di 45° diviso in quattro sezioni di quattro colori diversi: in tre sezioni è presente un numero tra 0 e 4, a seconda della pericolosità della sostanza.
La sezione rossa indica l'infiammabilità, la sezione blu indica il rischio per la salute, la sezione gialla indica il grado di reattività. La sezione bianca è riservata a informazioni di pericolo speciali (ad esempio, la lettera W barrata indica pericolo se la sostanza viene a contatto con acqua).

## Altri simboli di rischio
| Nome         | Simbolo | Unicode | Immagine             |
| ------------ | ------- | ------- | -------------------- |
| Tossico      | ☠       | U+2620  | Skull and crossbones |
| Arma chimica | ?       | ?       | Chemical warfare     |